# Mitralieră „Saint Étienne”, model 1907

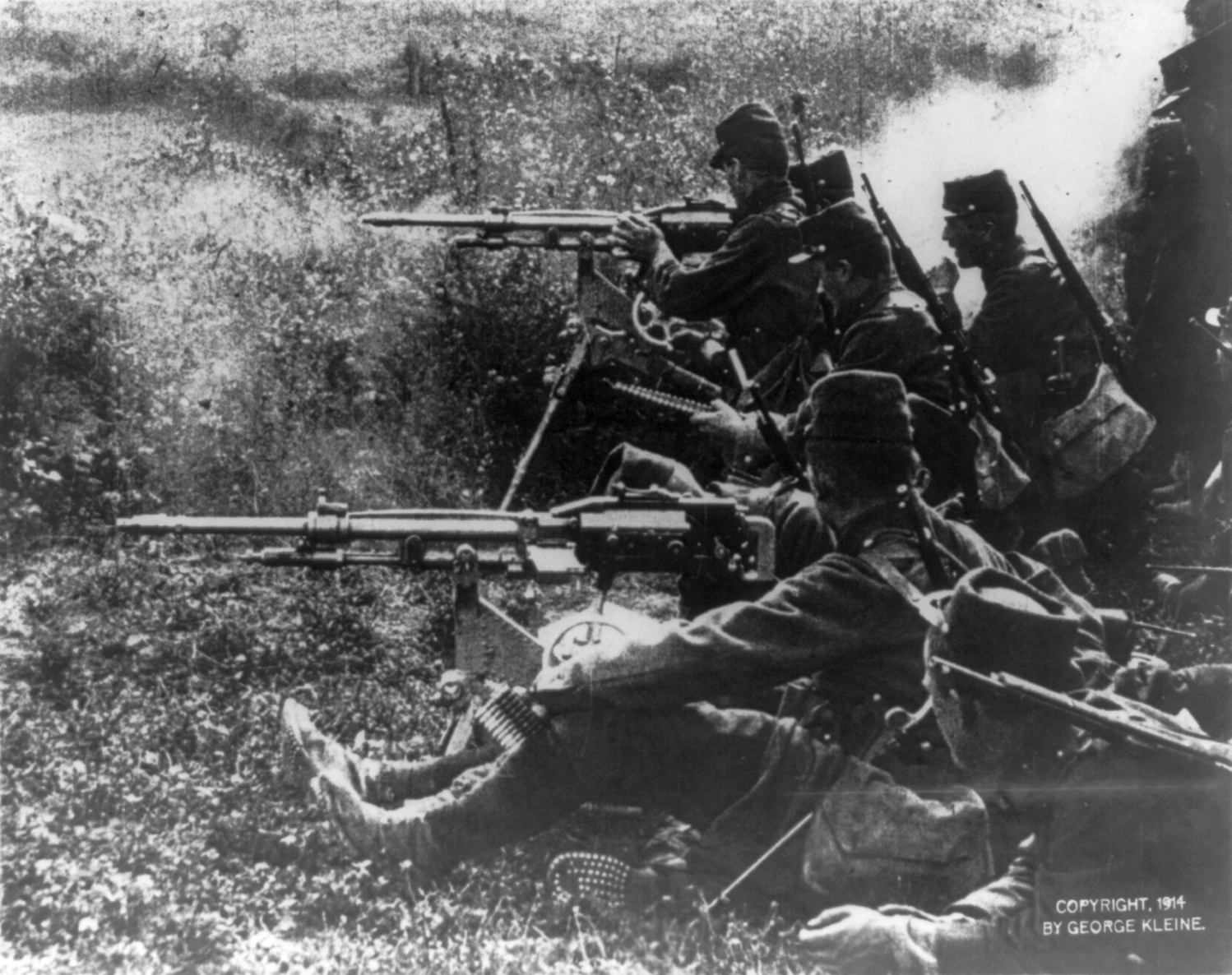
Mitraliere Saint Étienne în poziţie de luptă

 Mitraliera „Saint Étienne”, model 1907 a fost o armă de infanterie de calibrul 8 mm, din categoria mitralierelor.  Arma a fost dezvoltată prin îmbunătățirea semnificativă a mitralierei Puteaux APX model 1905. 
Arma a intrat în înzestrarea Armatei României, începând cu campania din anul 1916 din timpul Primului Război Mondial. România a comandat 500 de bucăți din Franța, dar doar un număr de 268 de bucăți au ajuns în țară până la intrarea în război, în august 1916. Armele destinate României au fost fabricate la  Fabrica de armament Châtellerault  din Châtellerault, fapt pentru care în unele surse arma este denumită Mitraliera „Châtellerault”, model 1907:pp. 30-32

## Principii constructive
Mitraliera Saint Étienne era o armă bazată pe principiul recuperării energiei de recul a gazelor arse, răcită cu aer. Avea țeavă ghintuită, zăvorâtă cu port-închizător mobil și închizător rotativ. Răcirea țevii se făcea cu aer.  Sistemul de alimentare era automat, cu încărcarea cartușelor fie dintr-un încărcător tip sector circular, fie dintr-o bandă. Evacuarea tuburilor trase se făcea printr-un orificiu din cutia culatei, cu ajutorul unui mecanism extractor cu gheară. Mitraliera era montată pe un suport pivotant susținut de un trepied, cu scaun pentru trăgător. 